# Île Seguin
L'Île Seguin és una illa del Sena, França, entre les illes de Boulogne-Billancourt i Sèvres, a l'oest de París.
Durant la major part del segle XX, va acollir una fàbrica de Renault fins que la producció va cessar el 1992, quan es va produir l'últim Renault 5 Superfast. La fàbrica va ser demolida el 2004-2005.
L'abril de 2017, s'hi va inaugurar el pavelló de música i centre d'arts La Seine Musicale.